# Miguel de Poblete

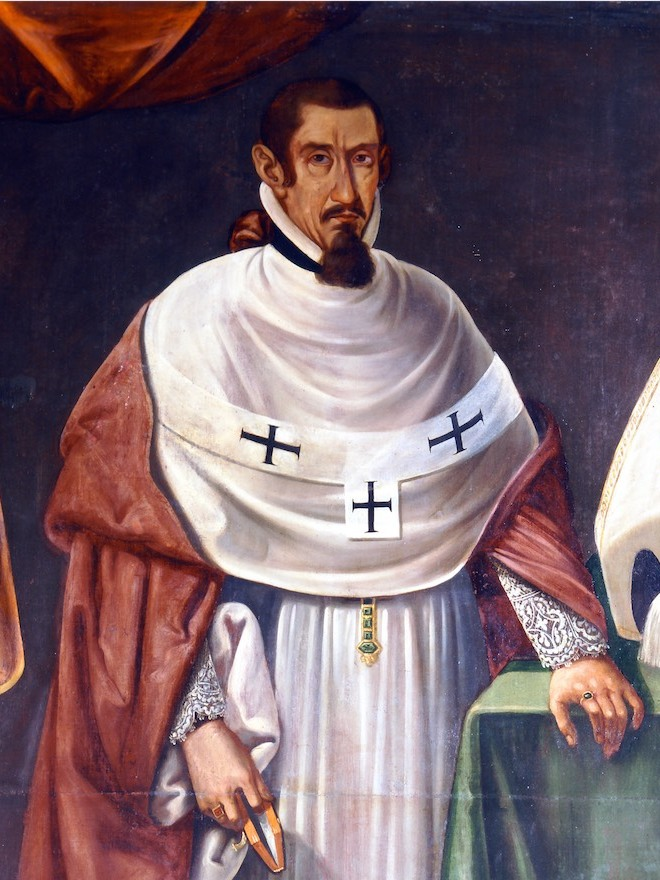
Miguel de Poblete

Miguel de Poblete y Casasola (Mexico-Stad, 1602 - Manilla, 8 december 1667) was een Spaans rooms-katholiek geestelijke. Poblete was van 1649 tot zijn dood in 1667 aartsbisschop van het aartsbisdom Manilla.
Poblete werd geboren in Mexico-Stad, Nieuw-Spanje. Hij werd op 20 mei 1648 door Paus Innocentius X aangesteld als aartsbisschop van Manilla als opvolger van Fernando Montero Espinosa. Op 9 september 1950 werd Poblote in Mexico tot bisschop gewijd. Pas drie jaar later, op 22 juli 1653 arriveerde de nieuwe aartsbisschop, samen met de nieuwe gouverneur-generaal van de Filipijnen Sabiniano Manrique de Lara, op de Filipijnen in Cavite. 
Poblete gaf opdracht tot meer toezicht op de fraters die leiding hadden over de lokale parochies. Dit stuitte echter op weerstand bij de religieuze ordes. De Audiencia van Manilla beval Poblete uiteindelijk om de visitatiebezoeken op te schorten tot de Raad van Indië (Consejo de Indias) in Madrid er zich over gebogen had. Poblete liet ook de Kathedraal van Manilla herbouwen. De kathedraal was verwoest door de aardbeving van 1645. Poblete legde op 20 april 1654 de eerste steen. Pas enige tijd na zijn dood zou de bouw van de kathedraal voltooid worden. 
Hij overleed op 8 december 1667. Hoewel hij voor zijn dood opdracht had gegeven om zijn lichaam te balsemen, werd Poblete op 11 december begraven.